# Kaci Walfall
Kaci Walfall est une actrice américaine. En 2022, elle incarnera le rôle principal de la série télévisée Naomi sur The CW,,.

## Filmographie
- 2013 : American Wives : Nyah (6 épisodes)
- 2014 : Person of Interest : Tracie Booker
- 2017 : Power : Tamara
- 2021 : The Equalizer : Nicki
- 2021 : Modern Love : Meesha à 15 ans
- 2022 : Naomi : Naomi McDuffie
- 2025 : Dope Thief (mini-série TV) : Marietta